# Ménéké
Ménéké este o comună din regiunea Tabou, Coasta de Fildeș.